# Bolærne
Bolærne est un archipel de la commune de Færder ,  dans le comté de Vestfold en Norvège.

## Description
L'île de 2,6 km2 se trouve au large de Nøtterøy dans l'Oslofjord extérieur. Il est composé de Vestre Bolæren (0,425 km²), Midtre Bolæren (1,07 km²) et Østre Bolæren (0,59 km²), en plus d'environ 40 petites îles, îlots et récifs. La plupart des Bolærne font partie du parc national de Færder.

## Historique
Selon des sources écrites, le peuplement de Bolærne remonte au XVIIe siècle. Midtre Bolærne est la plus grande des îles et comptait 33 résidents permanents au milieu du XIXe siècle. Jusqu'en 1916 , les îles appartenaient au Jarlsberg Manor (en). 
Ensuite, Bolærne a été acheté par les Forces armées norvégiennes dans le cadre du développement de fortifications dans l'Oslofjord extérieur, et le fort de Bolærne a été établi. Pendant la Seconde Guerre mondiale, les Allemands ont créé un camp de prisonniers pour les prisonniers de guerre russes, et les prisonniers décédés ont également été enterrés ici. La municipalité de Nøtterøy (maintenant la municipalité de Færder) a repris Midtre Bolærne en 2004.

## Aire protégée
- La Zone de conservation du paysage Ormø–Færder créée en 2006 au sud-est de l'île[5]

## Galerie

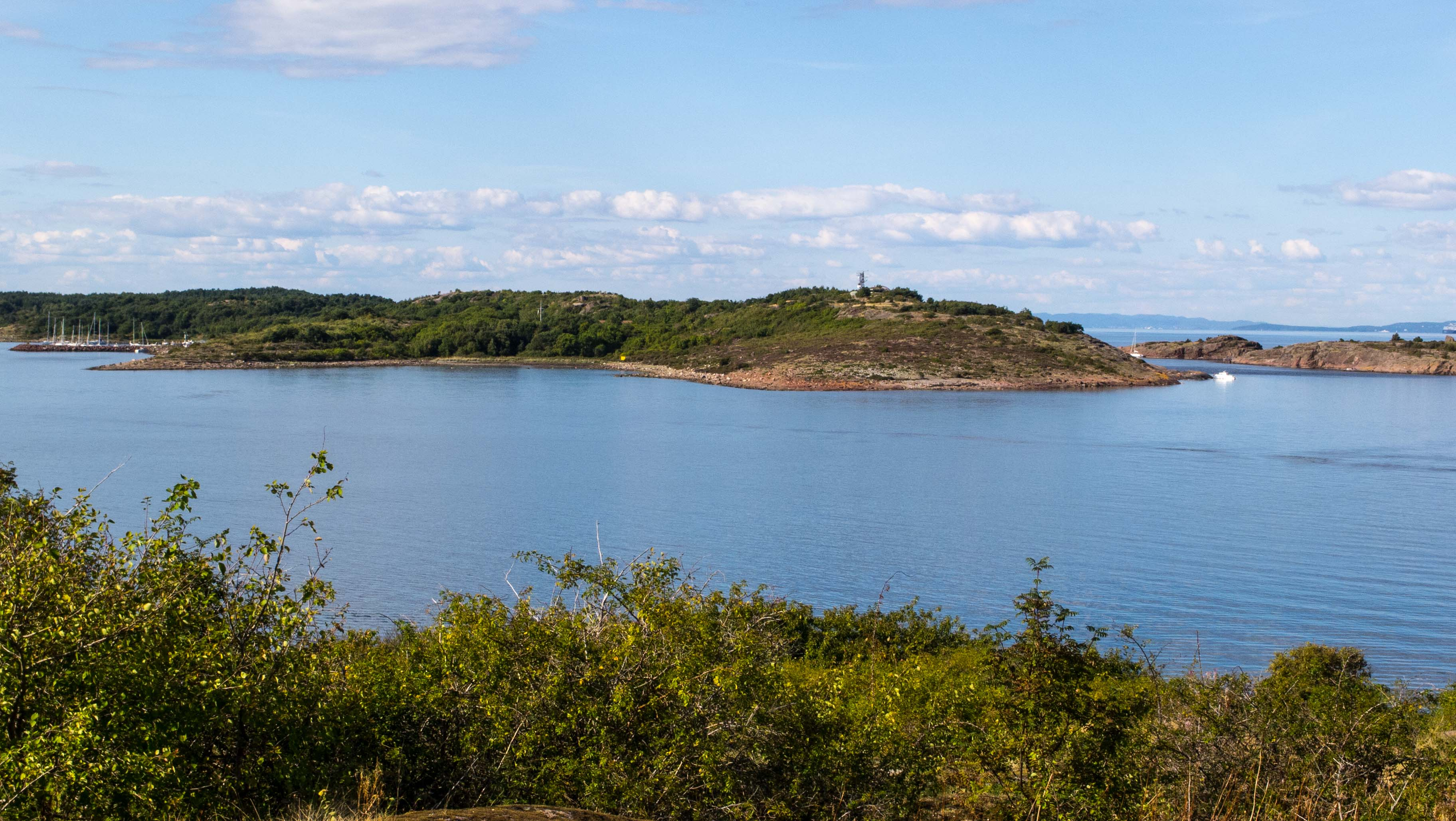
Île de Bolærne
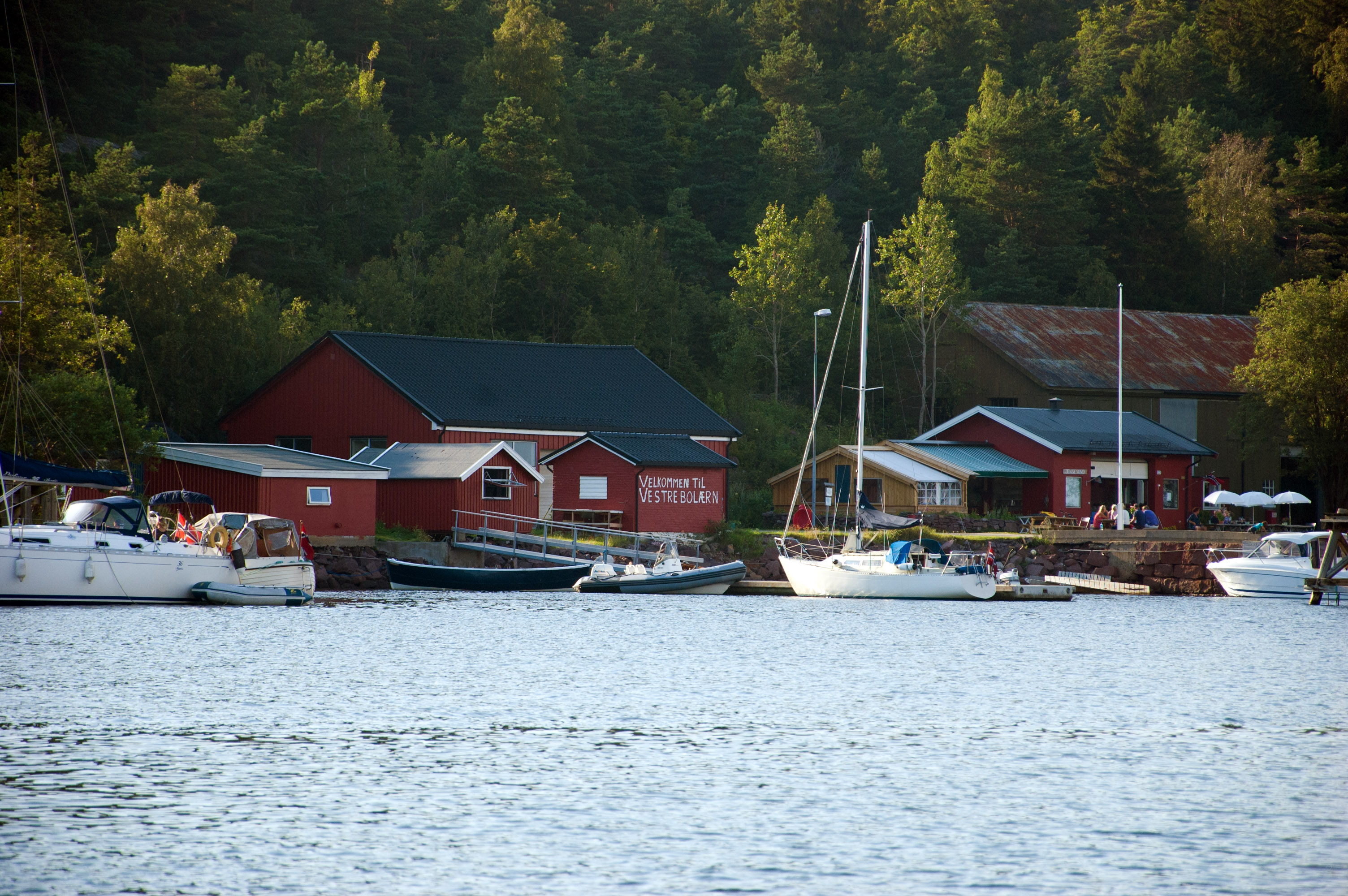
Vestre Bolærne
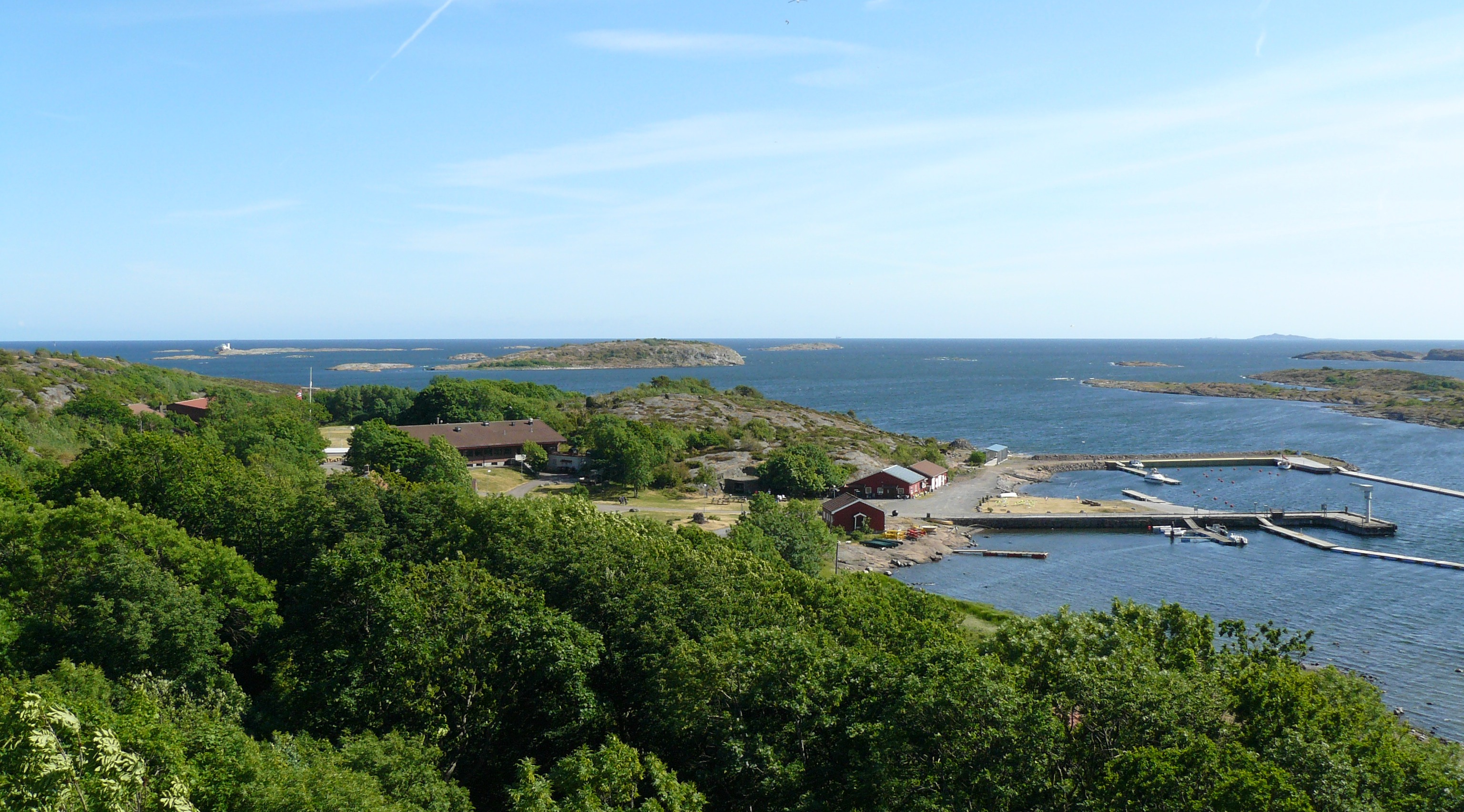
Østre Bolærne
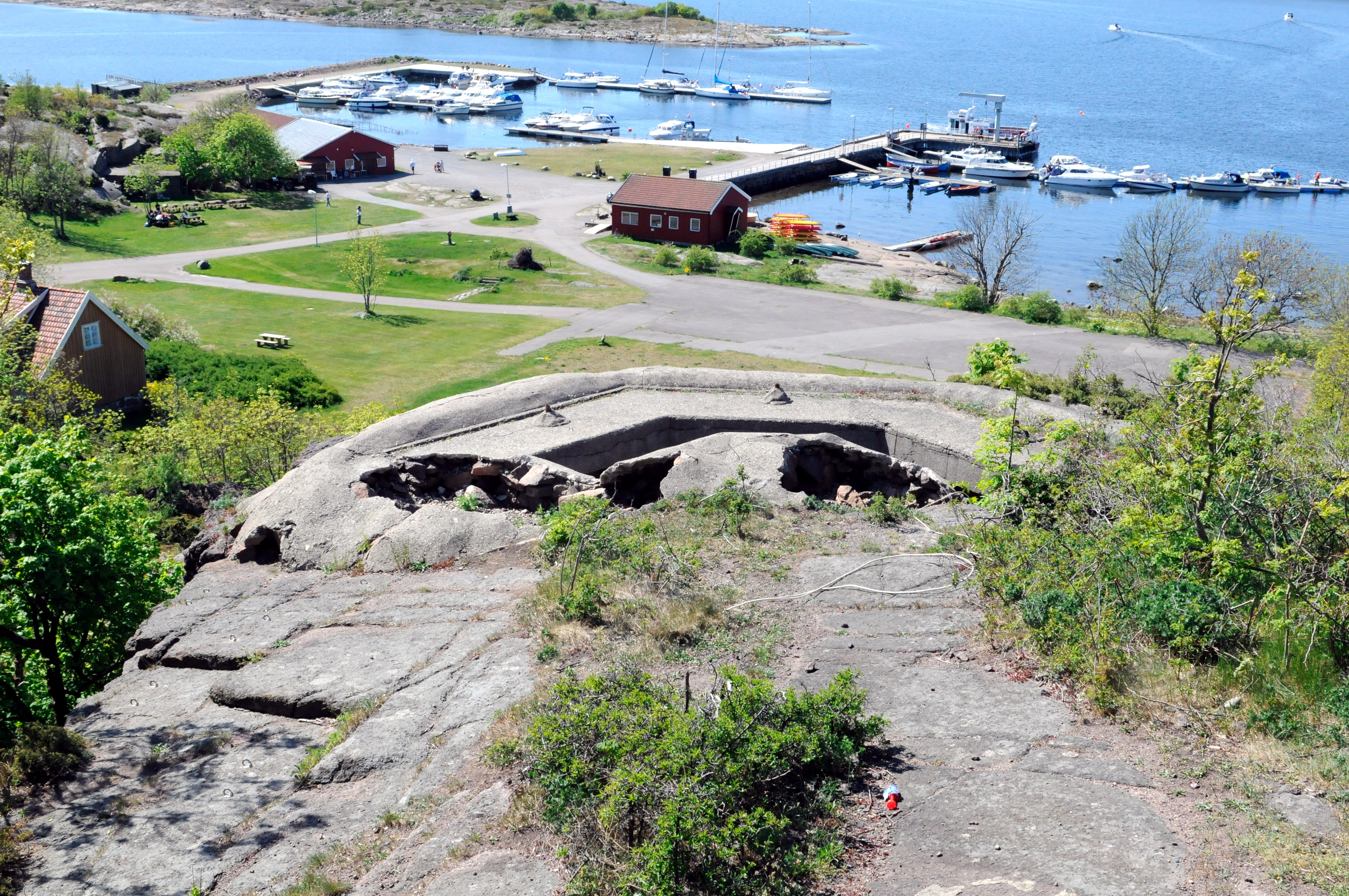
Fort de Bolærne